# كلية نظام
«كلية نظام» هي كلية تحت الجامعة العثمانية تأسست عام 1887 في عهد مير مير محبوب علي خان ، في بشيرباغ، حيدرأباد ، تيلانغانا.

## التاريخ

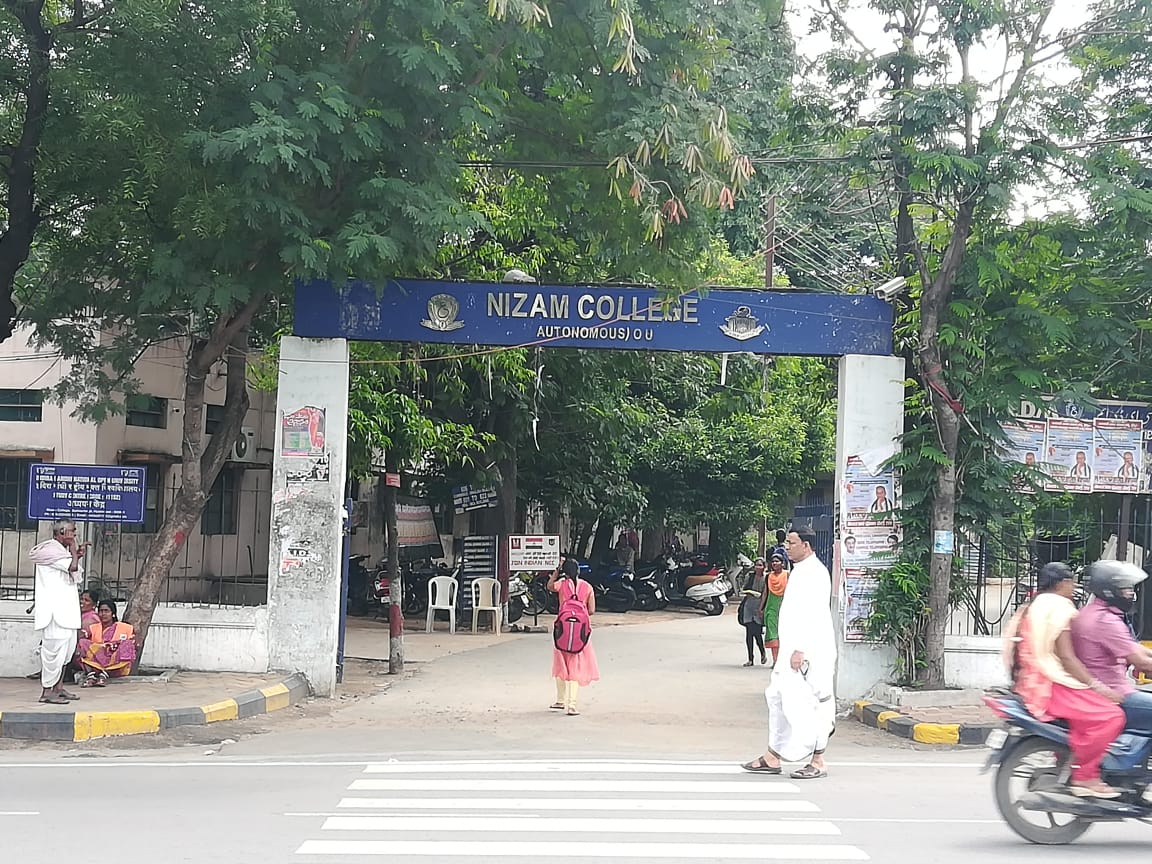
كلية نظام في الايام هذه

كانت كلية جامعة نيزامبور في الأصل «مرصراي» لنواب سافدار جنق مشير الدولة فخر الملك الثاني مالك قصر قراند منزل ايروم.كان فخر الملك وخان الخنان الثاني، ابن نواب فخار الملك الأول، أحد نبلاء حيدر أباد.
مؤسس الكلية وعدة مؤسسات تعليمية أخرى في دولة حيدر أباد، كان سيد حسين بيلجرام (نواب عماد الملك) ، الذي قام بعمل رائد في مجال التعليم بصفته مدير التعليم. قام بالبحث ثم تعيين الدكتور أغوريناث تشاتوبادهياي كأول مدير للكلية. المبنى الحالي، كان قصرًا صيفيًا لبيجة نواب مالك فكر بهادور، ثم قام في وقت لاحق بإهداء القصر لإدارة الكلية.

## المنشأة
هذه الكلية هي كلية مستقلة ضمن الجامعة العثمانية. تقع بالقرب من ملعب لال باهادور شاستري في حيدر أباد. كانت كلية نظام في الأصل قصرًا لفخر الملك الثاني، أحد نبلاء حيدر أباد.
واحدة من الكليات الرائدة تحت مظلة الجامعة العثمانية ، واحتفلة كلية نظام بمرور مئة عام في عام 1987.
تعد الكلية واحدة من أقدم وأعرق مؤسسات التعليم العالي، ليس فقط في ولاية تيلانجانا الهندية ولكن أيضًا في الهند. تأسست في عام 1887 من خلال دمج مدرسة حيدر أباد (مدرسة النبلاء) والمدرسة العليا. في البداية كانت تابعة لجامعة مدراس(تشيناي حاليا) لمدة 60 عامًا وأصبحت كلية تأسيسية لجامعة عثمانية في 19 فبراير 1947.
نظرًا لدرجتها العالية في الأداء الأكاديمي وطول فترة طويلة، مُنحت الكلية وضعًا مستقلًا من قبل UGC في العام 1988-1989 على المستوى الجامعي وما زالت تتمتع بهذا الوضع. وهي أيضًا معتمدة من قبل NAAC ومنحت منحة من قبل مجلس المنح الجامعية (CPE). للكلية هيئاتها الأكاديمية، أي مجلس الإدارة والمجلس الأكاديمي واللجنة المالية ولجنة ضمان الجودة الداخلية ومجالس الدراسات لكل قسم لمراقبة أنشطتها الأكاديمية والمالية وغيرها من أجل المستوى المطلوب من رضا السلطات المختصة.
تقدم الكلية كلاً من دورات البكالوريوس وكذلك الدراسات العليا في كليات الإدارة والفنون والعلوم الاجتماعية والعلوم والتجارة. تضم الكلية حاليا 29 قسم تدريس. بالإضافة إلى هذه الدورات، يتابع العديد من الطلاب برامج الدكتوراه وما بعد الدكتوراه.

## المقررات الدراسية
تحتوي الكلية على دورات البكالوريوس بكلريوس إدارة أعمال(B.B.A)، بكلريوس علوم(B.Sc).، بكلريوس فنون(B.A). و بكلريوس تجارة(B.Com). كما أن لديها بكلريوس تطبيقات حاسوب(B.C.A). هناك 13 برنامج دراسات عليا في الماجستير، ماجستير فنون(M.A). و ماجستير تجارة(M.Com) و ماجستير علوم(M.Sc) . هناك ماجستير علوم جديد مدته 5 سنوات. دورة في الكيمياء. تضم الكلية أيضًا ماجستير في إدارة الأعمال، ماجستير في تطبيقات الحاسوب(M.C.A) ، ماجستير (IS) الدورات المهنية. بالإضافة إلى ذلك، هناك ما يقرب من اثنتي عشرة دورة دراسية إضافية: دورات الشهادة والدبلومة ودبلوم الدراسات العليا.

## روابط خارجية
- الموقع الرسمي